# Охотничья камера

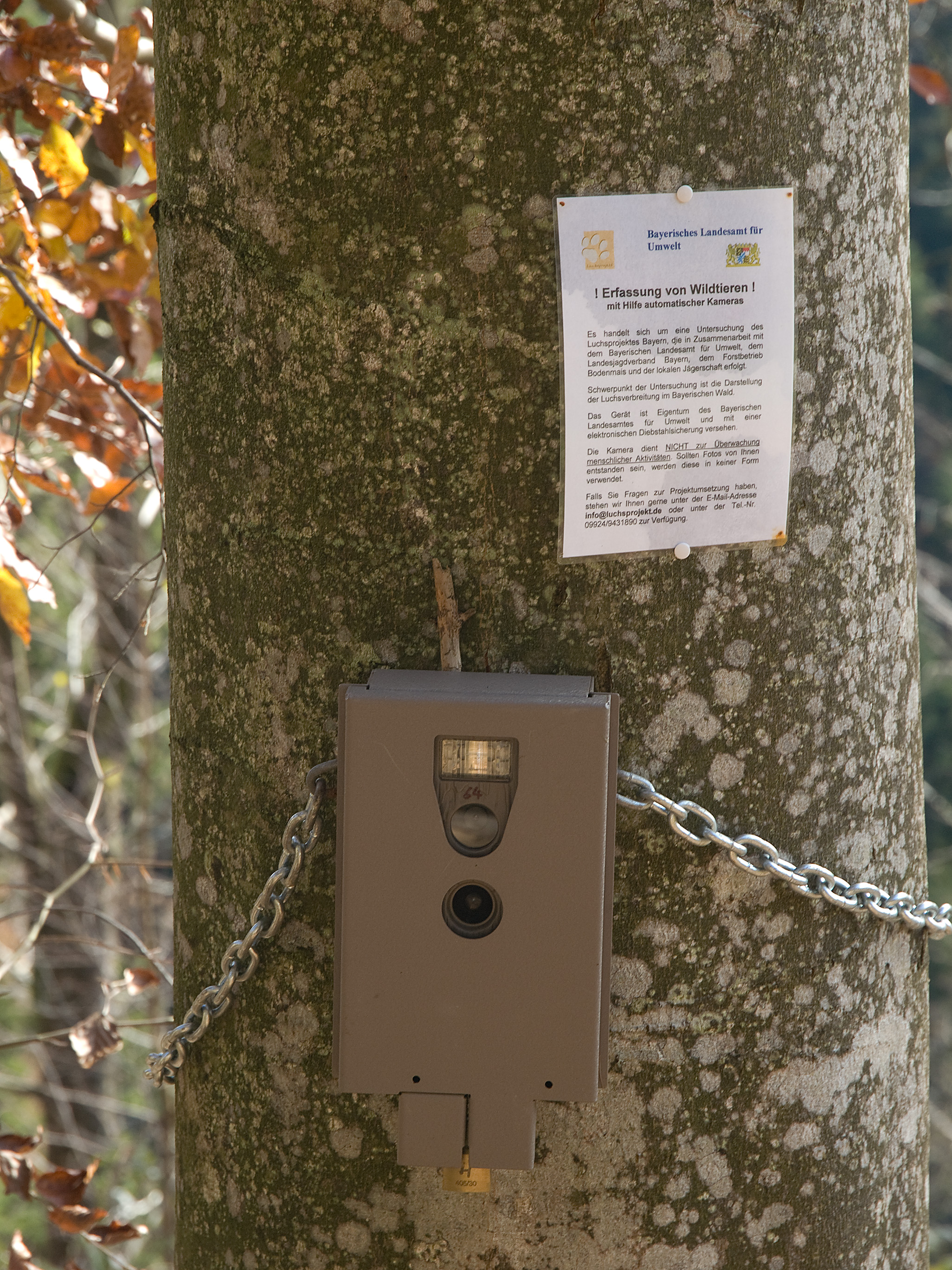
Фотоаппарат, предназначенный для съёмки диких животных в природе.

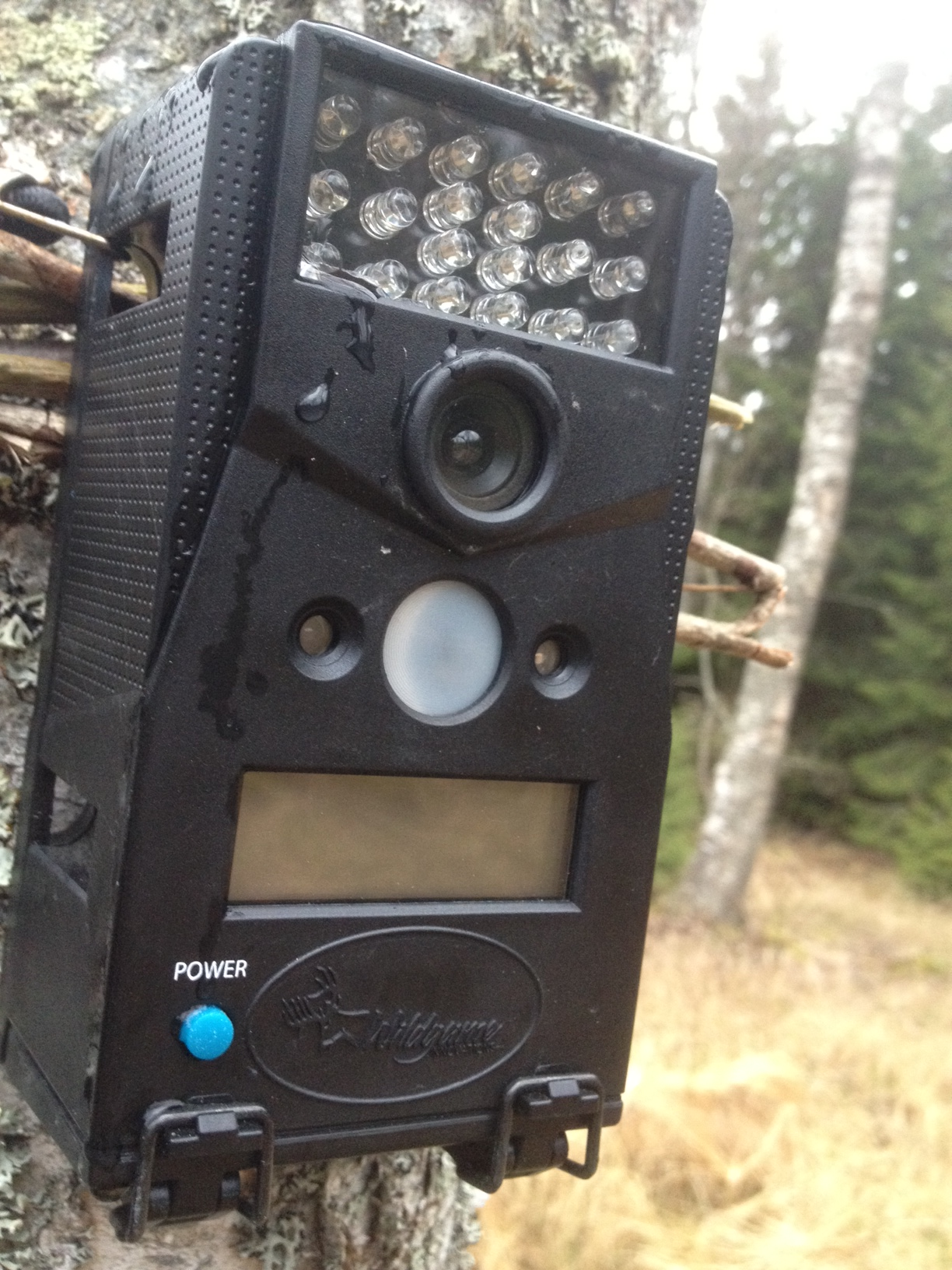
Фотоаппарат со светодиодной подсветкой.

Охотничья камера — фотоаппарат, предназначенный для съёмки диких животных в природе.
Срабатывание фотографического затвора происходит после того, как животное задело «растяжку» или своим присутствием вызвало срабатывание сенсора движения. Для съёмки в неблагоприятных световых условиях камера может быть оснащена фотовспышкой или инфракрасной подсветкой.

## История охотничьи камеры
История создания охотничьей камеры начинается в конце XIX века. Пионером в фотографировании диких животных был Джордж Ширас ІІІ (англ.). В 1906 году журнал National Geographic впервые опубликовал фотографии, сделанные с помощью охотничьей камеры, основываясь на материалах Джорджа Шираса III. Первые камеры снимали на фотокиноплёнку шириной 35 мм и могли возможность запечатлеть до 36 кадров. В настоящее время охотничьи камеры имеют возможность не только фотографировать, но и отправлять снимки на вашу электронную почту или на мобильный телефон.

## Основные параметры
Зона детекции: эта зона, в которой сенсор движения камеры срабатывает, когда животное или человек попадает в зону, задействуя таким образом фотоловушку и объект фотографируется на снимке или видео. Зона детекции (обнаружения) есть сумма двух параметров: это дальность обнаружения и радиус действия.

## Дальность обнаружения
Это максимальное расстояние от объектива охотничьей камеры, при котором камера включается, когда животное или человек проходят в зоне покрытия сенсора. Дальность обнаружения варьирует от 5 м до 30 метров в зависимости от модели и генерации охотничьей камеры.

## Широта действия
Это угол, измеренный в градусах, при котором камера активируется. Варьирует в диапазоне от 10 до 90 градусов. Обе величины — дальность обнаружения и широта действия — представляют собой рабочую площадь камеры.

## Быстродействие триггера
Показывает насколько быстро камера срабатывает при прохождении подвижного объекта через рабочую площадь камеры.

## Качество съёмки
Это число пикселей в цифровых камерах, которые могут изобразиться в горизонтальном и вертикальном направлении. Это число в охотничьих камерах может варьировать от 0,3 мегапикселя (640 × 480 точек) до 12 мегапикселей (4000 × 3000 точек) при новейших моделях камер.